# Пісочний чоловік: Прелюдії та ноктюрни
«Пісочний чоловік. Прелюдії та ноктюрни» (англ. The Sandman, том 1: Preludes & Nocturnes) — це перша з 12 частин комерційної збірки коміксів із серії Пісочний чоловік, оригінально опублікованої у видавництві DC Comics імпринтом Vertigo. У ньому зібрані випуски № 1–8. Автор коміксу — Ніл Ґейман, ілюстратори — Сем Кіт, Майк Дрінгенберг та Малкольм Джонс III. Роботу колориста виконав Роббі Буш, а літературника — Тодд Кляйн.
Вперше опублікованим мовою оригіналу (англійською) комікс був 29 листопада 1988 року. Українською мовою переклад здійснила Олена Оксенич, презентувало серію коміксів видавництво «Рідна мова».
Перші сім випусків знайомлять читача з головною сюжетною лінією та протагоністом — Морфеєм. Восьмий випуск «Шурхіт її крил» — це окрема історія, яка є епілогом до сюжету «Більше ніж рубіни» та представляє персонажа Смерть. Вперше вона була видана в м'якій обкладинці в 1991 році, а потім у твердій обкладинці в 1995 році та знайомить з героєм Полом Вілсоном.
Наступний випуск із серії — «Ляльковий дім».

## В українському перекладі
Зі зростанням світового читацького інтересу до коміксу «Пісочний чоловік» український читач поставився з неабияким фанатизмом.
Тож переклад першого тому коміксу Ніла Ґеймана побачив український ринок у 2017 році. Ілюстрації обкладинки були оригінально створені головними художниками Пісочного чоловіка, переклад тексту та візуальних приміток ілюстрацій був якісно виконаний командою видавництва «Рідна мова».

## Історія видання
У 1988 році Ніл Ґейман написав нарис із восьми випусків для нової серії «Пісочного чоловіка». Робота була передана художникам Дейву Маккіну та Лі Болчу, які намалювали начерки персонажів. Редакторка Карен Бергер переглянула начерки (разом з ескізами, намальованими самим Ґейманом) і запропонувала кандидатуру Сема Кіта як художника серії. Майк Дрінгенберг, Тодд Кляйн, Роббі Буш і Дейв МакКін були найняті відповідно як чорнильник, літератор, колорист та художник обкладинки. Публікація першого випуску «Пісочного чоловіка», який містив 40 сторінок, вийшла у продаж 29 листопада 1988 року і була датована на обкладинці січнем 1989 року. Пізніші випуски складалися з 24 сторінок. Ґейман назвав випуски «незграбними», оскільки він разом із Кітом, Дрінгенбергом і Бушем ніколи раніше не працювали над такими збірками. Кіт припинив свою роботу над коміксом після п'ятого випуску; його замінив Дрінгенберг на посаді пензельника, якого, у свою чергу, замінив Малкольм Джонс III на посаді чорнильника. В інтерв'ю 2014 року Ґейман зазначив, що зі зміною пензельника Пісочний чоловік перестав бути горор-коміксом і став чимось більшим. Ґейман описав Кіта як «генія», проте вважав, що його інтереси та художній стиль не могли б створити атмосферу, необхідну для історії, якою в результаті став Пісочний чоловік.
У міру того, як серіал «Пісочний чоловік» набував популярності, DC Comics почав передруковувати випуски у твердій та м'якій обкладинках, кожен тираж яких представляв весь роман або збірку пов'язаних оповідань. Проте хронологічно перше, зібране видання «Прелюдії й ноктюрни» було опубліковано пізніше зібраного видання більш продаваної другої сюжетної лінії «Ляльковий дім». Зібране видання було видрукувано багаторазово, враховуючи перефарбовану версію, вперше випущену у 2010 році

## Сюжет
У 1916 році чарівник Родерік Берджесс намагається досягнути безсмертя, захопивши втілення Смерті. Помилково він ловить брата Смерті — Сна. Побоюючись розплати, Берджесс тримає його у в'язниці, що викликає всесвітню епідемію сонної хвороби. У 1988 році, після того як Берджесс помирає, а його сина Алекса звинувачують у стеженні за Сном, останньому вдається втекти. Сон карає Алекса, проклинаючи його пережити у сновидіннях нескінченну низку кошмарів.
Сон (також відомий як Морфей), ослаблений після свого полону, намагається повернутися до свого царства. Його знаходить Григорій — горгулья Каїна та Авеля. Після того, як вони вилікували Сна, він повертається до свого дому, проте замість нього знаходить руїну. Люсьєн, бібліотекар, розповідає Сну про те, що відбулося після його ув'язнення.
Сон починає пошуки своїх тотемів сили (капшук з піском, шолом і рубін), які були загублені після його захоплення. Знайшовши та відібравши капшук у колишньої подруги екзорциста Джона Константіна, Сон відправляється в пекло в пошуках шолома. Перебуваючи в пеклі, він натрапляє на свою кохану Наду (яка знає Морфея як «Володаря Кайкула»), але Сон заявляє, що не пробачив її і не звільнить її. Демон Етріган веде його до Люцифера. Сон пояснює, що один із демонів у пеклі тримає його шолом і він повернеться після битви розумів, у якій Сон перемагає. Однак Люцифер розгніваний цим і клянеться помститися Сну.
Рубін Сна знаходиться у власності Джона Ді, також відомого як Доктор Дестіні, якого Ліга Справедливості Америки зачинила в притулку Аркхема. Ді втікає перед тим, як піти в їдальню, де він спотворює реальність для людей усередині, використовуючи їх як іграшки, доки всі вони зрештою не вб'ють один одного або не вчинять самогубство. З'являється Сон з намірами відібрати свій рубін, але Ді перемагає його. Думаючи, що це вб'є Сна, Ді розбиває рубін, ненавмисно повертаючи його силу Сну. Вважаючи Ді принаймні частково відповідальним за його перемогу, Сон виявляє милосердя і повертає Ді в Аркхем.
Розмірковуючи про своє нещодавнє ув'язнення та почуваючись дещо пригніченим через те, що він, можливо, утратив свою мету, Сна навідує його сестра Смерть, яка після короткої суперечки виводить Сна з його короткої депресії та переконує його поглиблюватися у світ разом з нею, оскільки вона виконує свою роботу, переправляючи помираючих у потойбіччя. Після відвідин багатьох людей при смерті, у тому числі скейтера, якого збила машина, старого венеціанського поета, який помер від старості та новонародженого, який страждає від синдрому раптової дитячої смерті, Сон бачить, що він пропустив протягом семи десятиліть у в'язниці, і знаходить розраду і нову мету.

## Зібрані випуски
| Випуск | Назва               | Автор      | Пензельник       | Чорнильник                                           | Колорист  | Літерник   | АСД редактор | Редактор     |
| ------ | ------------------- | ---------- | ---------------- | ---------------------------------------------------- | --------- | ---------- | ------------ | ------------ |
| 1      | Сон праведників     | Ніл Ґейман | Сем Кіт          | Майк Дрінгенберг                                     | Роббі Буш | Todd Klein | Арт Янг      | Карен Бергер |
| 2      | Непривітні Хазяї    | Ніл Ґейман | Сем Кіт          | Майк Дрінгенберг                                     | Роббі Буш | Todd Klein | Арт Янг      | Карен Бергер |
| 3      | Щоб тобі наснився я | Ніл Ґейман | Сем Кіт          | Майк Дрінгенберг                                     | Роббі Буш | Todd Klein | Арт Янг      | Карен Бергер |
| 4      | Надія у пеклі       | Ніл Ґейман | Сем Кіт          | Майк Дрінгенберг                                     | Роббі Буш | Todd Klein | Арт Янг      | Карен Бергер |
| 5      | Пасажири            | Ніл Ґейман | Сем Кіт          | Малкольм Джонс lll                                   | Роббі Буш | Todd Klein | Арт Янг      | Карен Бергер |
| 6      | 24 години           | Ніл Ґейман | Майк Дрінгенберг | Малкольм Джонс lll зі спеціальною подякою Дон Карола | Роббі Буш | Todd Klein | Арт Янг      | Карен Бергер |
| 7      | Галас і шаленство   | Ніл Ґейман | Майк Дрінгенберг | Малкольм Джонс lll                                   | Роббі Буш | Todd Klein | Арт Янг      | Карен Бергер |
| 8      | Шурхіт її крил      | Ніл Ґейман | Майк Дрінгенберг | Малкольм Джонс lll                                   | Роббі Буш | Todd Klein | Арт Янг      | Карен Бергер |

## Видання українською
- Гейман Н. «Пісочний чоловік. Прелюдії й ноктюрни». Київ: Рідна мова, 2023. 272 с.